# Valendeh-ye Soflá
Valendeh-ye Soflá (persiska: ولينده سفلی, ولنده سفلی) är en ort i Iran.   Den ligger i provinsen Västazarbaijan, i den nordvästra delen av landet, 600 km väster om huvudstaden Teheran. Valendeh-ye Soflá ligger 1 361 meter över havet och antalet invånare är 586.
Terrängen runt Valendeh-ye Soflá är platt åt nordost, men åt sydväst är den kuperad. Runt Valendeh-ye Soflá är det ganska tätbefolkat, med 185 invånare per kvadratkilometer. Närmaste större samhälle är Urmia, 6,7 km sydost om Valendeh-ye Soflá. Runt Valendeh-ye Soflá är det i huvudsak tätbebyggt.